# Jean-Louis Triaud
 (juillet 2009).
Si vous disposez d'ouvrages ou d'articles de référence ou si vous connaissez des sites web de qualité traitant du thème abordé ici, merci de compléter l'article en donnant les références utiles à sa vérifiabilité et en les liant à la section « Notes et références ».
Pour l’article homonyme, voir Jean-Louis Triaud (historien).
Jean-Louis Triaud (né le 22 novembre 1949 à Bordeaux) a été le président du club de football des Girondins de Bordeaux (Ligue 1) de 1996 à 2017.
Gendre d'Henri Martin, propriétaire viticole et ancien président des Girondins de Bordeaux, il est aussi le gérant du Château Gloria et Château Saint-Pierre à Saint-Julien-Beychevelle.

## Biographie
Il décide en 1999 après le titre de champion de France que M6 est le meilleur repreneur pour le club. Ce choix reste encore très discuté par ceux qui jugent que cet actionnaire majoritaire ne porte pas assez d'intérêt économique et sportif au club. À ces attaques, il répond qu'il n'est pas non plus satisfait par les résultats du club, qui manque selon lui de joueurs d'expérience.
La politique de Jean-Louis Triaud depuis 2003 est de faire confiance aux jeunes du centre de formation d'où de nombreux talents sont sortis, tels que Chamakh, Mavuba ou encore Planus. Ses opposants disent que ces jeunes talents ont besoin d'être encadrés par des joueurs plus expérimentés. 
Fin 2005, il demande donc à son actionnaire une enveloppe financière permettant d'acheter ses joueurs d'expérience, ce qui se solde par le remaniement suivant : Chamakh est intransférable, Pavon qui a eu des problèmes de santé est remplacé par Ricardo, Smicer est engagé (joueur gratuit en fin de contrat), Bruno Cheyrou est engagé (joueur prêté par Liverpool FC avec option d'achat), Rool sera laissé libre, Kapsis aussi, Meriem vendu en dessous de sa valeur marchande d'après les critiques, idem pour Riera.
Fin 2009, il est élu "dirigeant de l'année" par le bi-hebdomadaire France Football. Sous sa présidence, les Girondins de Bordeaux ont gagné deux titres de Champion de France, en 1999 et 2009, trois coupes de la Ligue (2002, 2007 et 2009), deux trophées des Champions (2008 et 2009), une Coupe Gambardella (2013) et une coupe de France (2013).
En 2011 il est favorable à la construction d'une nouvelle enceinte pour les Girondins. Il souhaite un stade moderne qui puisse accueillir un public plus large que celui du stade Chaban-Delmas. Il cite en exemple le stade du club de foot néerlandais Vitesse Arnhem comme exemple.
Ce sera chose faite en 2015 avec l'inauguration du Matmut Atlantique en prévision de l'Euro 2016 en France.